# Syngonanthus micropus
Syngonanthus micropus är en gräsväxtart som beskrevs av Silveira. Syngonanthus micropus ingår i släktet Syngonanthus och familjen Eriocaulaceae. Inga underarter finns listade i Catalogue of Life.